# Gøtuvík
Het Gøtuvík (Deens: Gøtevig) is een fjord in het eiland Eysturoy behorende tot de Faeröer. Het fjord ligt aan de oostelijke zijde van het eiland. Aan het uiteinde van het fjord liggen drie vissersdorpen: van noord naar zijn zijn dat Norðragøta, Gøtugjógv en Syðrugøta.
Het fjord grenst in het noorden aan de zeestraat Leirvíksfjørður.